# Мурани (Тимиш)
Мурани (рум. Murani) насеље је у Румунији у округу Тимиш у општини Пишкија. Oпштина се налази на надморској висини од 132 m.

## Прошлост
Према "Румунској енциклопедији" први помен места је из 1318. године. У првом попису ослобођеног Баната 1717. године у селу је 20 кућа. Муран је 1764. године православна парохија у Варјашком протопрезвирату. Господар Мурана је 1781. године постао Јосиф Култерер, који је присвојио племићки предикат, барон "де Мурани". У центру села је подигао свој племићки дворац. Имање је након његове смрти подељено на два дела, са двоје власника. Стару цркву брвнару је 1840. године заменила нова од чврстог материјала.
Аустријски царски ревизор Ерлер је 1774. године констатовао да место "Муран" припада Сентандрашком округу, Темишварског дистрикта. Становништво је било претежно влашко. Када је 1797. године пописан православни клир у "Мурању" су била два свештеника. Пароси, поп Самуил Поповић (рукоп. 1790) и поп Григорије Поповић (1790) служили су се искључиво румунским језиком.

## Становништво
Према подацима из 2002. године у насељу је живело 582 становника.

### Попис2002.
| Расподела становништва по националности 2002.‍ | Расподела становништва по националности 2002.‍ | Расподела становништва по националности 2002.‍ | Расподела становништва по националности 2002.‍ | Расподела становништва по националности 2002.‍ |
| --------------------------------------------- | --------------------------------------------- | --------------------------------------------- | --------------------------------------------- | --------------------------------------------- |
|                                               |                                               |                                               |                                               |                                               |
| Румуни                                        | Румуни                                        |                                               | 563                                           | 97,6%                                         |
| Мађари                                        | Мађари                                        |                                               | 9                                             | 1,6%                                          |
| Украјинци                                     | Украјинци                                     |                                               | 5                                             | 0,9%                                          |